# Catedral de Nuestra Señora del Nahuel Huapi

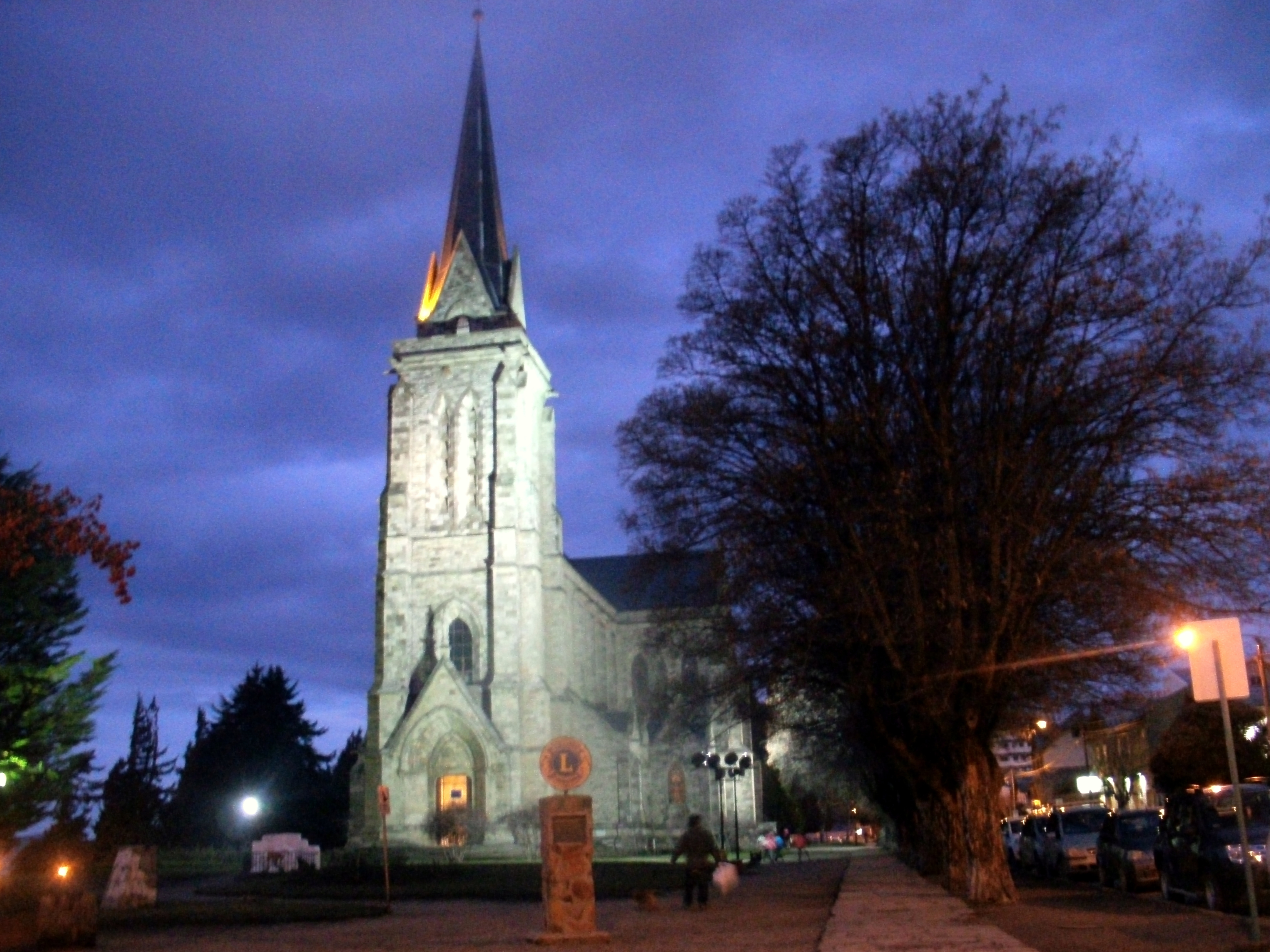
La catedral de noche.

La Catedral de San Carlos de Bariloche, "Nuestra Señora del Nahuel Huapi", es el principal templo católico de la ciudad de San Carlos de Bariloche, en Argentina. Se encuentra en la intersección de las calles Almirante O’Connor y Beschtedt, rodeada por dos plazas con hermosos jardines, y corresponde a la Diócesis de Bariloche, sufragánea de la Arquidiócesis de Bahía Blanca.
Para la construcción de la Catedral de Bariloche, el arquitecto Alejandro Bustillo ofreció su proyecto gratuitamente. Su sentimiento se orientó en un estilo neogótico con reminiscencias francesas. Un proyecto que incluía, buscado o no, algo de las herméticas ciencias medievales.
El edificio tiene forma de cruz latina con formas sobrias. Su cabecera está orientada exactamente al Este, de modo que el sol ilumina desde el comienzo del día. Así también se logra esfumar las diversas variaciones de la luz, al pasar por los vitrales. Vista desde el exterior, se generan planos de luz y sombra acentuando sus rasgos arquitectónicos ya mencionados.
El material usado para su edificación fue la “piedra blanca”. Es curioso notar, expresado por algunos feligreses, como el efecto que genera este mineral, puede transportarnos a un mundo interior de sensible austeridad. Impresión vinculada acaso con la grutas de los primeros cristianos, que encontraban en estos medios de construcción (piedra) los medios para edificar.
El techo, es de pizarra negra y posee un chapitel de 69 metros en forma de aguja.

## Historia

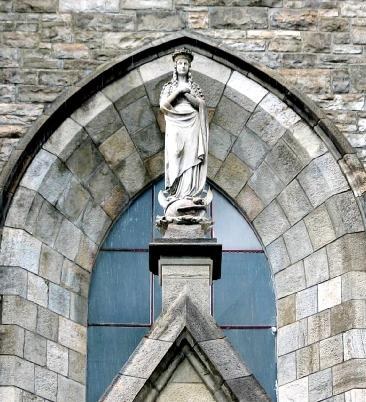
Don Giovanni Battista Andreoli, talló la figura de la Virgen María. Utilizó la misma piedra blanca del resto del edificio, extraída de la cantera del Cerro Carbón, para lograr una bellísima imagen, que se encuentra en el exterior sobre el gran portal de la Catedral. Fue denominada por el propio autor de la obra, “La Madonna”. E insistió en mantener en el anonimato su nombre aduciendo que: “son cosas entre Dios y yo”.

Alejandro Bustillo formaba parte de un equipo de urbanistas, coordinados por presidente de Parques Nacionales, el doctor Exequiel Bustillo (hermano de Alejandro Bustillo). Este grupo, entre quienes se encontraban además Ernesto Estrada y Miguel Ángel Cesari, fue el propulsor de obras tales como el Centro Cívico, el Hotel Llao Llao, entre otros. Dado que las características del proyecto, por su envergadura, hablaba de algo importante y difícil de solventar por la comunidad de fieles, desde lo económico, la nación ofreció el dinero para su concreción.
En 1942 se regularizó el dominio del terreno donde emplazarla y dos años más tarde se concluyó con la estructura de hormigón realizada por la Compañía General de Construcciones con la conducción del Ingeniero Pedro Faukland, actuando como capataz don Esteban Capitanich. Fue cuando comienzan su labor los picapedreros.
Luego se nombró capataz del equipo a José Lukman, esloveno de nacimiento, picapedrero por herencia, recibido en su juventud tras cuatro años de escuela tallando en las cavas romanas de Aurisinia. Estuvo a cargo de un grupo de alrededor de 20 personas, donde solo 6 conocían el oficio completamente, el resto eran aprendices. Él fue quien diseñó y labró las molduras que le dan elegancia al conjunto, y quien a golpes de maza dio forma a la mayoría de los arcos y a la piedra de encaje.
El 4 de junio de 2004 llega desde Achao, isla de Chiloé, Chile, una réplica de una imagen perdida y que acompañó al primer asentamiento jesuita a orillas del Nahuel Huapi. Dicha réplica fue realizada por el escultor chilote Milton Muñoz en un bloque de milenario alerce. Hoy dicha imagen se sitúa en el altar mayor de la catedral y es la actual patrona de la ciudad.

### Los vitrales
Exequiel Bustillo promocionó una Comisión de Damas, que, presidida por la señora Isabel Nevares de Ortiz Basualdo - hermana del obispo Jaime de Nevares- logró reunir mediante donaciones el dinero suficiente para encargar los vitrales.
Los vitrales fueron diseñados por un francés llamado Enrique A. Thomas, en Buenos Aires y realizados en Francia. Para determinar qué imágenes corresponderían al templo, el doctor Exequiel Bustillo se comunicó con monseñor Esandi sugiriendo tibiamente sobre la posibilidad de que estas imágenes tuviesen vinculaciones regionales, participación que el sacerdote aceptó con entusiasmo. Y así surgió del taller de Enrique Thomas una preciosa imagen de Nuestra Señora del Nahuel Huapi (patrona del templo) e imágenes vernáculas.
En los vitrales están representados, además, los aborígenes, el padre jesuita Nicolás Mascardi, fray Francisco Menéndez, el mismísimo general Julio Argentino Roca, Ceferino Namuncurá, el padre Milanesio (el primer cura del pueblo de Bariloche) y hasta los creadores del templo: los arquitectos Alejandro Bustillo representado como San Rafael Arcángel - y Miguel Ángel Césari, como San Miguel Arcángel.
Los vitrales fueron colocados en 1947, quedando la obra concluida por fuera, con el interior aún en bruto y piso de cemento alisado. Aun así los vecinos, entre ellos Luis Fernández y Pablo Depellegrin, proveyeron algunos bancos. En el campanario, sin campanas, se instaló un carrillón con amplificadores, que por largos años, acompañó con su excelente sonido de campanas al pueblo de Bariloche.

## Viacrucis
Son catorce piezas de arte religioso contemporáneo, con motivos que nacen con los albores del cristianismo.
Las piezas, con formas ojivales (góticas), fueron moldeadas en arcilla y luego cocidas en horno cerámico.
El autor del Vía Crucis es Alejandro Santana, arquitecto de Bariloche.

## Virgen de las Nieves
En la nave izquierda se encuentra Nuestra Señora de las Nieves, fiel representante y protectora de las familias y los montañistas.

## Estado actual
Si bien su exterior se encuentra terminado, no ocurre lo mismo con su interior el cual nunca fue completamente terminado, y por mucho tiempo solo mostraba las estructuras de hormigón desnudo y el piso de cemento alisado. .
Recién en 1994 se realizan una serie de trabajos destinados a mejorar el piso, proveer a la catedral de un sistema de calefacción sueco y mejorar el aspecto de los muros interiores hasta 6 m de alto tapizándolos con celdas prefabricadas realizadas con la  piedra original de la construcción.

## Galería

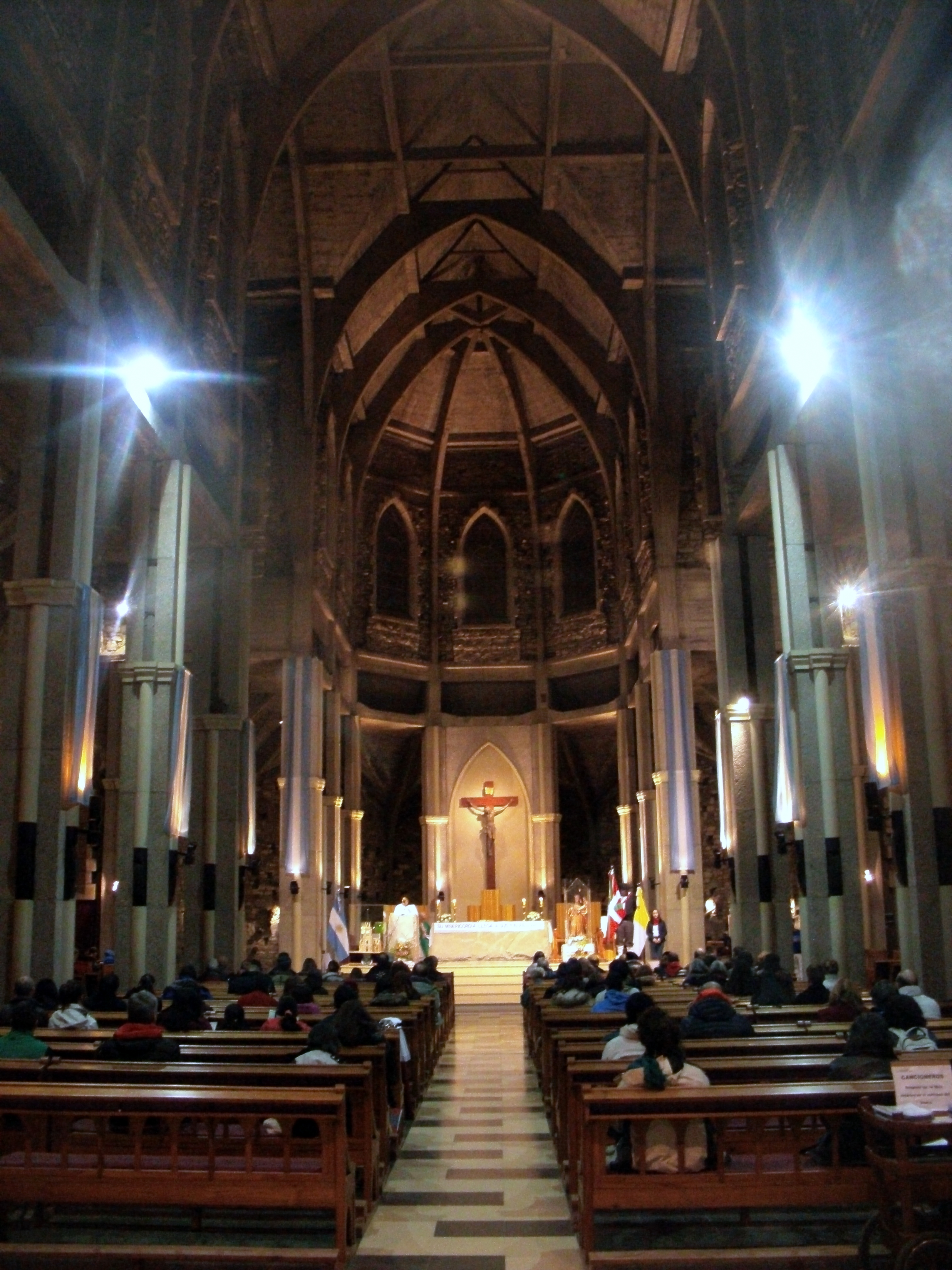
Interior de la catedral.
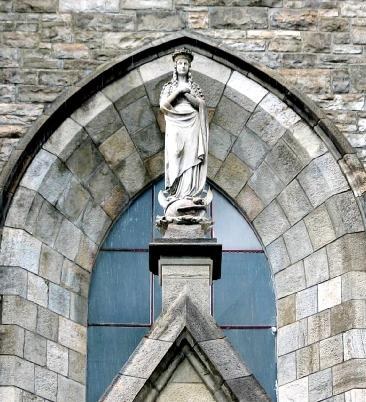
El reconocido historiador, Ricardo Vallmitjana nos cuenta en su libro “La Catedral de Bariloche” sobre el señor don Giovanni Battista Andreoli, sencillo obrero que talló la figura de la Virgen María.
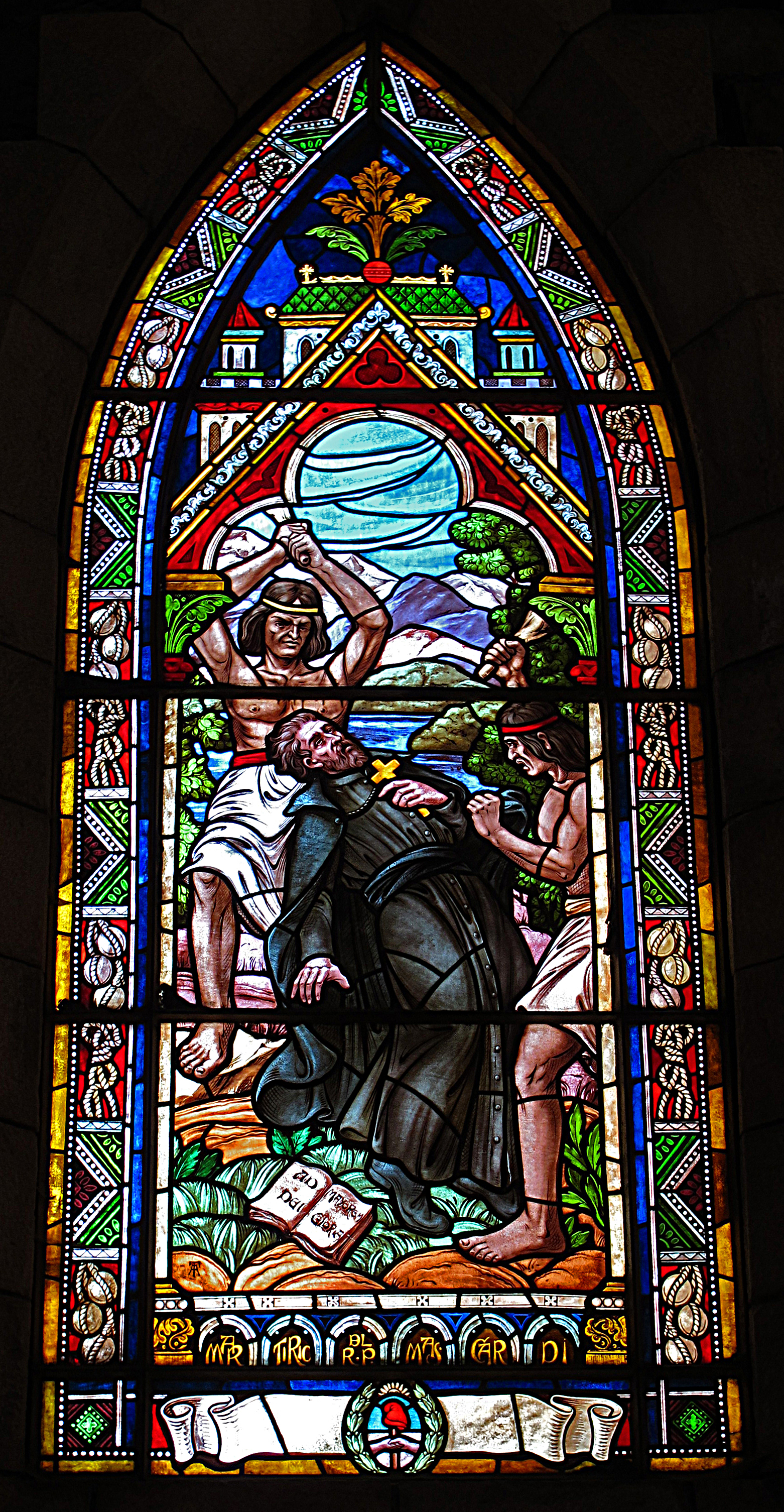
Gran vitral policromado representando el martirio del padre Nicolás Mascardi